# Herrin, Illinois
Herrin är en stad (city) i Williamson County, i delstaten Illinois, USA. Enligt United States Census Bureau har staden en folkmängd på 12 570 invånare (2011) och en landarea på 23,9 km².